# Nader und Simin – Eine Trennung
Nader und Simin – Eine Trennung (persisch جدایی نادر از سیمین Dschodāi-ye Nāder az Simin, DMG Ǧodāī-ye Nāder az Sīmīn, ‚Die Trennung Naders von Simin‘, engl. Festivaltitel: Nader and Simin, A Separation) ist ein Spielfilm des iranischen Regisseurs Asghar Farhadi aus dem Jahr 2011. Das Drama basiert auf einem Originaldrehbuch von Farhadi, der auch die Produktion übernahm und seine Tochter als Schauspielerin einsetzte. Erzählt wird die Beziehung zweier iranischer Familien, die eine stammt aus dem gebildeten höheren Mittelstand, die andere aus der religiösen Unterschicht.
Der Film wurde am 9. Februar 2011 beim Internationalen Fajr-Filmfestival in Teheran uraufgeführt. In Deutschland wurde er erstmals am 15. Februar 2011 im Rahmen der 61. Berlinale gezeigt, wo der Film als erster iranischer Beitrag den Goldenen Bären gewann. Es folgten über 40 weitere Film- und Festivalpreise, darunter der Oscar und Golden Globe Award als bester fremdsprachiger Film. Der deutsche Kinostart erfolgte am 14. Juli 2011.

## Handlung
Nader und Simin sind seit 14 Jahren verheiratet und leben mit ihrer elfjährigen Tochter Termeh in Teheran. Die Familie gehört der urbanen oberen Mittelschicht an. Simin will das Land, wie ursprünglich gemeinsam geplant und bereits erfolgreich bei den Behörden beantragt, mit ihrem Gatten und der Tochter verlassen. Termeh soll nicht weiter „unter den Umständen hier“ aufwachsen. Inzwischen jedoch distanziert sich Nader von ihrem Vorhaben. Er will seinen an Alzheimer leidenden und zunehmend pflegebedürftigen Vater, der mit ihnen in einer Wohnung lebt, nicht seinem Schicksal überlassen. Daraufhin reicht Simin die Scheidung ein. Nader ist grundsätzlich bereit, in sie einzuwilligen, will aber Termeh nicht verlieren. Simin verlässt nun Mann und Tochter und zieht bei ihrer Mutter ein, worauf Nader die von seiner Noch-Ehefrau ausgesuchte Razieh als Haushaltshilfe engagiert. Die junge, gottesfürchtige, stets in einen Tschador gehüllte Frau aus einem der armen Vororte Teherans soll tagsüber seinen Vater betreuen. Begleitet von ihrer kleinen Tochter Somayeh, übernimmt sie den Job für wenig Lohn, um die Schulden ihres arbeitslosen Ehemanns zu tilgen.
Mit der Pflege des Alten ist Razieh schnell überfordert. Als er sich einnässt, ist sie unsicher, ob es ihr aus religiösen Gründen erlaubt ist, ihn auszuziehen und zu waschen. Schon nach dem ersten Tag will sie daher die Stelle an ihren Ehemann weitervermitteln. Das ist heikel, denn er weiß nichts von ihrem Arbeitsverhältnis, hätte aber nach iranischem Recht seine Erlaubnis dazu geben müssen. Kurzfristig jedoch wird er von seinen Gläubigern festgesetzt, und sie vertritt ihn. – Eines Nachmittags kommt Nader früher heim und findet seinen Vater allein vor, bewusstlos neben dem Bett liegend und mit einem Arm ans Bett gefesselt. Zu allem Überfluss bemerkt er, dass Geld fehlt (nicht wissend, dass Simin damit Umzugshelfer bezahlt hat). Die zurückkehrende Razieh entschuldigt sich mit einer dringenden Erledigung. Nader lässt das nicht gelten, schimpft sie eine Diebin und verweist sie der Wohnung. Außer sich, will sie die Anschuldigung, gestohlen zu haben, aus der Welt geschafft wissen und sträubt sich, bis er sie mit Gewalt aus der Tür stößt. – Am Abend teilt ihm seine Frau mit, dass Razieh im Krankenhaus liegt. Dort erfahren sie, dass die junge Frau ihren ungeborenen Sohn im fünften Monat verloren hat, und treffen auf ihren Mann Hodjat, der in seinem Jähzorn kaum zu bändigen ist und beide tätlich angreift.
Vor Gericht sehen sie sich wieder. Razieh droht eine Anklage wegen Misshandlung des alten Mannes, Nader sogar wegen Totschlags, sollte bewiesen werden, dass er Kenntnis von Raziehs Schwangerschaft hatte. Termehs Lehrerin sagt zu seinen Gunsten aus, wird dann aber von Hodjat bedroht und macht einen Rückzieher. Simin wähnt auch Termeh in Gefahr und drängt Nader, der Familie ein Blutgeld zu zahlen. Er meint, das käme einem Schuldgeständnis gleich. Seiner Tochter, die hartnäckig nach der Wahrheit verlangt, gesteht er schließlich, doch von der Schwangerschaft gewusst zu haben; sie schützt ihn vor Gericht mit einer Falschaussage. Hodjat ist hin- und hergerissen zwischen dem Drang, seinen Rachedurst an einem der „Etablierten“ zu stillen, und der Aussicht auf eine finanzielle Abfindung, sollte er die Anklage fallen lassen. Als feststeht, dass die Männer sich außergerichtlich einigen, bekennt Razieh gegenüber Simin, dass sie schon einen Tag vor ihrer Entlassung angefahren worden war, während sie nach Naders Vater suchte, der unbemerkt das Haus verlassen hatte. Im Beisein von Hodjats Gläubigern findet der geplante Akt dennoch statt. Überraschend wünscht Nader, Razieh solle zuvor auf den Koran schwören, dass er schuld sei am Tod ihres Kindes. Das bringt sie nicht über sich, dafür ist ihre Furcht vor einer Gottesstrafe zu groß. Nicht minder schwer lastet nun aber auf ihr die Schuld an der Rufschädigung für ihren Mann. Völlig verzweifelt, klagt sie Simin an, sie habe ihre Bitte, das sündige Geld nicht zu zahlen, missachtet.
Nichts ist also gelöst, alles noch schlimmer geworden. Auch Termehs Hoffnung, dass ihre Eltern wieder zueinander finden, erfüllt sich nicht. Zudem wünschen sie, dass das Kind selbst entscheidet, bei wem es von nun an leben möchte. Termeh ist bereit, dem Familienrichter ihren Entschluss zu bekunden, möchte dies aber nicht in Gegenwart von Nader und Simin tun.

## Entstehung
Obwohl als Kammerspiel angelegt, verhandelt Farhadis Film ein eminent politisches Problem, das viele seiner Landsleute existenziell betrifft und bewegt: Bleiben oder Gehen? Zwischen 1950 und 2005 haben rund eine Million Iraner ihre Heimat verlassen. Für fast jeden ist es ein Entweder-oder, und im Falle des Weggangs eine „Reise ohne Wiederkehr“. Farhadi, als Künstler mit internationalem Renommee, will sich kein dauerhaftes Exil aufzwingen lassen; so wichtig es ihm ist, ins Ausland gehen zu können, so wichtig ist ihm, die „Tür hinter sich“ nicht zuzuschlagen.
So auch 2009, als er sich in Berlin aufhielt und an einem Film arbeitete. Aus einem Nebenzimmer erklang eine ihm vertraute iranische Weise, die ihn so berührte, dass er spontan entschied, in die Heimat zurückzukehren und mit einem anderen Drehbuch zu beginnen. Die Grüne Bewegung war in vollem Gange. Unbewusst, so Farhadi später, habe er nach einem Vorwand gesucht (und ihn in der Musik gefunden), um diese Zeit des politischen Aufruhrs mitzuerleben. Atmosphärisch sei sie auch eingegangen in sein Drehbuch zu Nader und Simin.
Als filmische Keimzelle bezeichnet er allerdings eine ganz privat anmutende Szene. Es ist ein Erlebnis seines Bruders mit ihrem an Alzheimer erkrankten Großvater. Er war dabei, ihn im Bad zu waschen, als ihm plötzlich bewusst wurde, dass dieser einst gestandene Mann nur noch „Körper“ war, zu einem „Nichts“ geschrumpft, was ihn emotional so überwältigte, dass er zu weinen begann. (Rein äußerlich hat Farhadi diese Szene, die ohne jedes Wort auskommt, genau so umgesetzt, bietet dem Zuschauer jedoch auch andere Deutungsmöglichkeiten an.)
Den Dreharbeiten gingen monatelange Proben voraus, die Farhadi als einen Prozess wechselseitigen Gebens und Nehmens verstand. Er selbst entdeckte neue Facetten in seinen Figuren, die Eingang fanden in sein Drehbuch. Über die Arbeit an einzelnen Szenen hinaus gab er bestimmten Akteuren auch Ratschläge, um das Profil ihrer Figur zu schärfen. Sareh Bayat, der Darstellerin der Razieh, beispielsweise empfahl er, auch außerhalb der Proben den Tschador zu tragen, zu beten und den Koran zu lesen. Zunächst, so Farhadi, sei sie, wie die meisten Schauspieler, skeptisch gewesen, doch dann seinem Rat gefolgt, was ihr schließlich geholfen habe, sich allmählich in ihre Figur zu verwandeln. Auch könne man ihr in ihrer Rolle anmerken, dass sie sich in Gegenwart des anderen Geschlechts unwohl fühlt; das führt er darauf zurück, dass er ihr nahegelegt hatte, möglichst wenig mit Männern zu sprechen.
Die Inspiration zur Figur der Termeh stammte von Farhadis eigener Tochter, Sarina. Daher war für ihn von Anfang an klar, dass sie von ihr selbst gespielt werden sollte. Beim Schreiben stellte er dann zweierlei fest: wie wenig er seine Tochter doch kannte, und dass die Filmfigur Termeh, die er entwickelte, sich in Vielem von ihr unterschied. Die Gespräche, die Sarina mit ihm führte, kreisten daher oft um die Frage: Wie verhält sich Termeh in der und der Situation, wie würde ich mich verhalten?
Als die Schlussszene an der Reihe war (in der Termeh dem Familienrichter ihre Entscheidung für Mutter oder Vater bekunden soll), überraschte Sarina ihren Vater mit der Bitte, sie ohne vorherige Probe spielen zu dürfen. Normalerweise, so Farhadi, lasse er sich darauf nicht ein, machte hier aber eine Ausnahme. Sarina kommentierte ihren Wunsch später so: Sie habe sich in dem Moment, als er sich herauskristallisierte, erstmals als Schauspielerin gefühlt und nur daran gedacht, die Szene so zu spielen, wie sie selbst sie haben wollte. – So wurde sie auch; das heißt, die Szene, die der Film zeigt, wurde nur einmal gedreht und ist exakt ihre Interpretation. Dass es ihr auf Anhieb gelungen war, sie ohne Anleitung so treffend darzustellen, war für Farhadi „eine große Freude“.

## Filmische Mittel
Mise en Scène und harte Schnitte vermitteln das Gefühl von Spannungen, die unter der Oberfläche brodeln. Der Perspektivwechsel vom Richter zu Beginn zur Tochter gegen Ende des Films verlagert den Schwerpunkt des Films vom Öffentlichen zum Privaten. Hier soll eine Angehörige der dritten Generation nach der islamischen Revolution diejenigen beurteilen, die die Revolution gestaltet und die postrevolutionäre Gesellschaft entwickelt haben. Farhadi lässt die Frage im Film jedoch nicht entscheiden, sondern verlagert den Fokus erneut, diesmal auf das Publikum. Diese Perspektivwechsel haben zur Folge, dass das Publikum sein Interesse am Film behält.

## Politische Dimension
Die Zensur schreibt einem iranischen Regisseur vor, dass sein Film den islamischen Normen zu entsprechen hat. Eine dieser Vorschriften ist, dass der weibliche Körper, mit Ausnahme von Händen und Armen, vollständig bedeckt sein muss. Das trifft auch für den häuslichen Bereich zu, ohne Rücksicht darauf, dass dort andere Regeln gelten, die Kopfbedeckung zum Beispiel üblicherweise abgelegt wird. Manche Filmemacher ziehen daraus den Schluss, auf Szenen aus dem Privatbereich ganz zu verzichten. Farhadi geht diesen Weg nicht. Er hält sich an die geltenden Normen, ganz gleich wo, nimmt in Kauf, dass nicht alles „stimmt“, erlaubt sich aber mit „subtilen Mitteln“ Freiheiten in Details, um sich so auf seine Weise der Wirklichkeit anzunähern.
Interventionen durch staatliche Behörden gänzlich zu vermeiden, gelang bei der Entstehung von Nader und Simin allerdings nicht. In Reaktion auf die öffentliche Äußerung Farhadis, exilierte Filmemacher sollten in den Iran zurückkehren dürfen, wurde ein Stopp der Dreharbeiten verhängt. „Natürlich waren wir sehr beunruhigt“, erinnert sich Babak Karimi, der Darsteller des Richters, „wir hatten so intensiv und mit so großer Begeisterung an dem Film gearbeitet.“ Nach einer „schmerzhaften Zwangspause“ von zehn Tagen konnten die Dreharbeiten fortgesetzt werden.
Nach Ansicht von Hamid Naficy habe dieser Film mehr als jeder andere dazu beigetragen, das iranische Kino weltweit bekannt zu machen. Dies fiel in die kritische Zeit, als es um die diplomatischen Beziehungen zwischen Iran und dem Westen sehr kritisch stand. Nader und Simin – Eine Trennung sei ein provozierendes, kraftvolles, mitreißendes Werk, das auf unerschrockene Weise die Themen Sorgerecht, Scheidung, Versorgung dementer Eltern, Klassentrennung sowie Täuschung und Lüge in der iranischen Gesellschaft anspreche. Nader und Simin – Eine Trennung sei als einer der Filme hervorzuheben, die sich nicht darauf beschränkten, den politischen Druck zu zeigen. Vielmehr geht eine Figur auch das Wagnis ein, außerhalb von Iran ein besseres Leben anzusteuern. Dies war Anlass für weitere Kritik.
Als Farhadi 2012 den Golden Globe für den besten ausländischen Film entgegennahm, sprengte er die Konventionen: Er dankte nicht etwa seiner Familie oder seinem beruflichen Umfeld, sondern seinem Volk, das aus ganzem Herzen den Frieden liebe. Dies war eine klare Ansage an den Umgang der beiden Länder miteinander, die auf enge Weise mit der Preisverleihung zusammenhingen: In den USA fand sie statt, im Iran war der Film produziert worden. Farhadi übernahm hier auf erfolgreiche Weise die Rolle eines Botschafters: Der Film wurde auf beiden Seiten gelobt.

## Rezeption
Der Film wurde von der deutschsprachigen Kritik als Favorit auf den Hauptpreis der Berlinale gehandelt.
Die Frankfurter Allgemeine Zeitung bemerkte, es sei kaum vorstellbar, dass die Jury an dem Film vorbeigehen könne. „Farhadi hat in seinem Drehbuch die einzelnen Stränge seiner Geschichte so verwoben, dass es scheint, sie entfalte sich gerade eben erst vor unseren Augen und wir würden Zeugen, wie sie Kreise zu ziehen beginnt und schließlich eine Schlinge bildet, aus der sich keiner mehr befreien kann.“ Jodaeiye Nader az Simin zeichne sich wie schon Farhadis Vorgängerfilm Alles über Elly (Regiepreis der Berlinale 2009) durch die „Fähigkeit zur Alltagsbeobachtung“ aus. Farhadi erzähle „perfekt auf den Punkt“ von der „Bedeutung des Politischen“ im Privaten, „ohne die politischen Hintergründe je zu benennen“, so die Süddeutsche Zeitung. Ähnliches bemerkte die tageszeitung, die außerdem Hauptdarsteller Peyman Moadi lobte. Jodaeiye Nader az Simin mache „die verdrehten Moral- und Rechtsauffassungen eines neurotischen Systems deutlich. Willkür und Zufall entscheiden über Glück oder Unglück der Einzelnen.“
Die Frankfurter Rundschau bemerkte, Jodaeiye Nader az Simin sei ein „gut gespielter und – bis auf eine Drehbuchschwäche – gut gemachter Film“ und Publikumsliebling. Allzu offensichtlich sei es, warum ihn die iranische Zensur für das Festival eingereicht hätte: „Ein kluger Richter und geduldige Polizisten, die nicht den leisesten Druck ausüben, stehen einer Diktatur nicht schlecht. Keinen Zweifel weckt der Film am Rechtssystem eines Staates, der seine Kritiker einkerkert.“ Als „präzise gezeichnete(n) Albtraum“, der Panahis offenen Brief zum Berlinale-Start weiterschreibe, bewertete ihn Die Zeit. Der „bisherige Höhepunkt“ des Wettbewerbs erzähle von Geschlechterkonflikten und von Klassengegensätzen und sei „ebenso großartig wie bestürzend. Ein Kammerspiel, in dem der ganze Iran Platz hat“.
Der US-amerikanische Rezensionsdienst Rotten Tomatoes zählte unter 179 Rezensionen nur eine negative auf, bei einer durchschnittlichen Bewertung von 8,9 von 10 möglichen Punkten.
2016 belegte Nader und Simin bei einer Umfrage der BBC zu den 100 bedeutendsten Filmen des 21. Jahrhunderts den neunten Platz.
Im Dezember 2022 wurde Farhadis Werk in der alle zehn Jahre abgehaltenen Umfrage der britischen Zeitschrift Sight & Sound unter Regisseuren auf Platz 72 der „besten Filme aller Zeiten“ gewählt.
Die iranische Presse feierte den Film und seinen Regisseur. Auch Politiker zeigten sich begeistert: Mohammad Khatami, ehemaliger Minister für Kultur und islamische Orientierung, gratulierte Farhadi und lobte das Kino als Medium von nationaler Versöhnung und Diplomatie. Sogar der als Hardliner bekannte stellvertretende Minister für Kultur und islamische Orientierung Javad Shamaghdari beglückwünschte den Regisseur.
Auch in Israel fand der Film Freunde: Der Filmkritiker Yair Raveh meinte, er vermittle ein anderes Bild des Iran als das, das durch die politischen Ereignisse erzeugt werde.

## Auszeichnungen
Beim Internationalen Fajr-Filmfestival wurde Nader und Simin – Eine Trennung unter anderem mit den Preisen für die beste Regie und das beste Drehbuch ausgezeichnet. Im Rahmen der 61. Internationalen Filmfestspiele Berlin (Berlinale) von 2011 gewann der Film mit dem Goldenen Bären den Hauptpreis des Festivals sowie den Silbernen Bären für das beste männliche und weibliche Schauspielensemble, den Preis der Ökumenischen Jury und den Leserpreis der Berliner Morgenpost. Erstmals in der Geschichte der Berlinale wurden damit der Hauptpreis und beide Darstellerauszeichnungen an eine Filmproduktion verliehen. Weitere Auszeichnungen folgten im selben Jahr auf dem Durban International Film Festival (Bester Film), dem Fukuoka International Film Festival (Publikumspreis), dem Melbourne International Film Festival („Most Popular Feature Film“), dem Pula Film Festival (Internationaler Wettbewerb – Bester Film), Festival Internacional de Cine de Donostia-San Sebastián („TVE Otra Mirada Award“), Sydney Film Festival (Bester Film) und Jerewan International Film Festival (Bester Film).
Bei der Oscarverleihung 2012 gewann Nader und Simin – Eine Trennung als erster iranischer Kandidat einen Oscar in der Kategorie Bester fremdsprachiger Film. Des Weiteren erhielt er eine Nominierung für das beste Originaldrehbuch. 2011/12 kürten das New York Film Critics Circle, die National Board of Review, die National Society of Film Critics und die Broadcast Film Critics Association Nader und Simin jeweils zum besten ausländischen bzw. fremdsprachigen Film. 2012 gewann der Film den Golden Globe Award und den César als bester fremdsprachiger Film sowie den London Critics’ Circle Film Award in den Kategorien Bester fremdsprachiger Film und Bestes Drehbuch.